# Sigourney Weaver
Susan Alexandra Weaver, coneguda com a Sigourney Weaver (Manhattan, Nova York, 8 d'octubre del 1949), és una actriu i coproductora estatunidenca. Tria el nom de Sigourney (/sɪˈɡɔːrni/) el 1963 pel personatge de Gatsby de Francis Scott Fitzgerald. Filla del dirigent de la NBC, Sylvester Weaver, i de l'actriu britànica Elizabeth Inglis, és també neboda del comediant i actor Doodles Weaver.
Estudia teatre a la Universitat Yale. Hi va interpretar una obra escrita pel seu company Christopher Durang. La seva carrera està marcada per la pel·lícula de Ridley Scott, Alien, el 1979. Hi encarna la tinent Ripley, única supervivent de la matança feta per un monstre. Va tornar a fer el mateix paper a les seqüeles Aliens, Alien 3 i Alien: Resurrection. També ha fet el paper de Dana Barett a Els caçafantasmes i Caçafantasmes 2.
El 1985, es casa amb Jim Simpson, un escenògraf de teatre, que li donarà un paper el 1986 a El mercader de Venècia. I, el 13 d'abril de 1990, va donar a llum a Charlotte Simpson. Fa 182 cm i parla correctament el francès i l'alemany.

## Carrera com a actriu
Al començament fa cursos d'art dramàtic, i s'inscriu a la Yale School of Drama de Nova York. Comença al teatre, després a la televisió, i després fa les primeres passes al cinema sota la direcció de Woody Allen, a la comèdia dramàtica Annie Hall (1977).
Puja al nivell d'estrella el 1979 amb la seva tercera pel·lícula, amb el personatge d'Ellen Ripley a Alien de Ridley Scott. Hi interpreta una jove dona perseguida per un alienígena en una nau espacial, paper pel qual és candidata a l'Oscar a la millor actriu.
El 1982 fa cinema bèl·lic The Year of Living Dangerously, i el 1984 fa comèdia fantàstica Els caçafantasmes.
Encarna dones amb caràcter: és la dona de negocis arribista i sense pietat de Working Girl (1988), al costat de Harrison Ford i Melanie Griffith, i arriba al cim amb el paper de la científica Dian Fossey a Goril·les a la boira. Les dues pel·lícules li donen una nominació als Oscars.
Sigourney Weaver torna a ser l'oficial Ripley, a uns altres tres episodis de la cèlebre saga fantàstica: Aliens (1986) de James Cameron, Alien 3 (1992) de David Fincher i Alien the Resurrection (1997) de Jean-Pierre Jeunet.
Als anys 1990 interpreta més sovint dones enganyades que demanen revenja: una dona torturada durant la guerra a La mort i la donzella (Roman Polanski, 1994), una psiquiatra acorralada paranoica a Copycat (1996) i una bruixa a Snow-White, A Tale of Terror (1997)
Després del drama Un mapa del món (1999), Sigourney Weaver fa cinc comèdies: Galaxy Quest, on interpreta una actriu en declivi, Embolic a l'Havana (2000), Els trencacors (2001), on fa el paper d'una manipuladora, Tadpole (2002), on sedueix un adolescent, i Holes (2003). El 2003 fa The Village de M. Night Shyamalan. El 2007, fa el drama Snow Cake, on hi encarna una dona autista. El mateix any, dona la seva veu a l'horrorosa sogra de la pel·lícula d'animació Happily N'Ever After.

## Les seves gran pel·lícules comentades per ella

### Snow Cake(2007) - L'elogi de la diferència
Sigourney Weaver: «Em sembla que a conseqüència de la meva alçada, sempre m'he sentit diferent. No li passa a tothom. Malgrat tot, quan encarnes un personatge, fins i tot si és a priori normal, intentes trobar to allò que hi té d'únic: les seves esperances, les seves pors, etc. Però penso que és veritat, sempre he tingut tendència a privilegiar personatges de dones marginals a causa de la seva diferència... Per a Snow Cake, era una veritable competició, però alhora desitjava explicar la història d'aquest personatge extraordinari que estimo molt. D'una manera general, la gent sap poques coses sobre l'autisme - fins i tot si pensen el contrari. Ara bé, aquesta pel·lícula aporta una mirada particular sobre una persona particular que té una feina i qui viu sola. Ensenya quan pot un autista gaudir d'una certa independència, tot i que el seu cercle és present».

### Working Girl(1988) – El símbol de les «dones fortes»
«Penso que se'm pot percebre en aquesta pel·lícula com el símbol d'aquella que ho té tot però que no sap la sort que té. Era per a mi ben difícil interpretar aquest personatge antipàtic - però és sorprenent que algú em segueixi dient: m'agrada el seu personatge a Working Girl. Tenia raó. Aquesta noia li ha robat el seu promès. Aquest paper té moltes coses a favor i en contra. Però és veritat que és un personatge molt modern, perquè no té pietat i alhora és molt dotada. Representa perfectament la dona dels anys 80 però probablement també la dels anys 2000»!

### La sagaAlien- El personatge de Ripley
«Per a mi, Ellen Ripley representa tot allò que no sóc. No té por de gairebé res. Té d'altra banda les qualitats que calen per ser astronauta. Si hi ha res que no va bé, ho analitza gairebé matemàticament: Si a no funciona, llavors pot ser b, o c. I jo, l'actriu, l'emocional, de manera que això no surt rodó, sóc allà: Arrrrrrgh!!. Sempre m'ha agradat encarnar un personatge tan oposat a la meva pròpia personalitat i aquesta experiència m'ha permès igualment evolucionar increïblement. Per fer aquest paper m'he recolzat en una dona que coneixia, una gran ecologista, que no té por de res. La veig encara i estic molt feliç d'haver tingut la sort de poder encarnar-la a la pantalla perquè és poc comuna. A cada nou realitzador, Ripley s'ha fet cada vegada menys idealista. Al començament, té idees molt definitives sobre el bé, el mal, sobre els altres, sobre les lleis a respectar. Evoluciona cap a algú molt més intel·lectual. A poc a poc, perd les seves il·lusions, es fa vulnerable. Cada vegada, intenta renéixer, però amb 200 anys de vida darrere d'ella! Finalment, tinc el sentiment que és com si tornés d'entremig dels morts. Té un humor negre molt desenvolupat. I potser acaba perdent tota humanitat.

### The Village(2003) - La fantasia
«El públic adora ser transportat lluny del seu univers. El guió de Nightmalan particularment ha agradat perquè es tractava d'un estudi molt fi sobre la manera com la gent pot perdre les seves il·lusions en un món ultramodern. M'ha agradat molt rodar en aquesta pel·lícula. Però a títol personal, no estic gaire atreta per les coses fantàstiques, al contrari que molta gent fa. Al poble, els habitants fan servir la fantasia contra les seves pors i les seves esperances. La fantasia, quan neix de l'esperit dels homes, respon a necessitats ben precises. Això m'interessa».

### Galaxy Quest(2000) / La sagaGhostbusters(Els caçafantasmes) - La comèdia
«És el que prefereixo interpretar. A Galaxy Quest, per exemple, encarno un personatge que s'acosta més a la Ripley que seria si hagués d'anar a l'espai. Era particularment divertit per a mi burlar-me d'aquesta imatge perfecta que han d'adoptar les dones a Hollywood: ser rossa, tenir formes perfectes, ser superficial... Quant a Els caçafantasmes, he mirat les dues pel·lícules amb la meva filla, i era verdaderament feliç de tornar a veure un equip d'actors tan meravellós i una pel·lícula tan atractiva... La comèdia és el gènere on m'hi sento més còmoda. I sóc sempre a la cerca d'una bona comèdia. La meva propera comèdia The TV Set, és una comèdia molt àcida centrada al voltant del rodatge d'un pilot per a la televisió.
Aquesta activitat dona molts diners als Estats Units, és aterridor. El meu personatge és absolutament convençut i defensa amb passió la seva visió segons la qual el públic no hauria de reflectir el vespre davant la televisió. El meu pare treballava en aquest àmbit. Va crear el Today Show i el Tonight Show - és ell qui va introduir l'òpera i el ballet per primera vegada a la televisió. D'alguna manera, en aquesta nova comèdia, interpreto l'antítesi absoluta del meu pare. I és ben graciós»!

### La tempesta de gel(1997) /1492: Conquest of Paradise(1992) - Una imatge d'Amèrica
«Es tracta de tres visions molt diferents d'Amèrica. La visió del mite de 1492; La tempesta de gel és una forma de sàtira dels suburbis estatunidencs. Un molt bon record. I pel que fa a l'obra teatral, The Guys, es tractava d'un encàrrec del meu marit. Per a mi, era molt important participar en aquest testimoni de l'estat d'esperit en el qual un es trobava a Nova York deu dies després dels esdeveniments. Era igualment més important per a mi que sóc novaiorquesa. La meva visió d'Amèrica s'acostaria probablement a la de The Guys, perquè és un punt de vista novaiorquès i Nova York correspon a la meva visió d'Amèrica. Probablement no és la visió més justa, però Nova York és ple de gent que ve dels quatre racons del planeta. I és justament això Amèrica, la seva faceta més bonica. Som una comunitat de ciutadans que viuen a pobles separats enmig d'una mateixa ciutat i per a mi, es tracta de la ciutat del futur. Totes les comunitats han de tractar amb les altres tot continuant sent independents unes dels altres.»

### Goril·les en la boira(1989) /La mort i la donzella(1994) - Cinema i compromís
«De fet, associo més aquestes dues pel·lícules a la idea d'aïllament d'aquests dos personatges femenins. Diana Fossey s'ha retirat del món. El seu aïllament l'obliga a fer-se cada vegada més radical per expressar el seu missatge sobre la salvaguarda dels goril·les. Alhora, és ella que va voler fer Goril·les en la boira - i això és la seva forma de compromís polític. La seva vida sencera és un combat polític. Pel que fa a Paulina, a La mort i la donzella es retira del món a causa del que li ha passat. I és la seva voluntat i les circumstàncies que li permetran superar la seva passivitat i tornar-se activa per sortir-se'n. Aquest pas és extremadament difícil.»

### Annie Hall(1977) - La retrobada amb Woody Allen
«Adoro Woody Allen! He rodat igualment una pel·lícula amb ell quan era actor, Embolic a l'Havana. És un geni pur. M'ha agradat la seva última pel·lícula Scoop, a la manera dels vells Woody Allen. És deliciosa. Té un verdader sentit del ritme i una sensibilitat tota novaiorquesa. M'agradaria tornar a rodar amb ell. Li ho dic sovint. Però no passa - no sé per què! (rialles). Seriosament, va ser una veritable oportunitat poder començar la meva carrera amb ell... »

## Filmografia

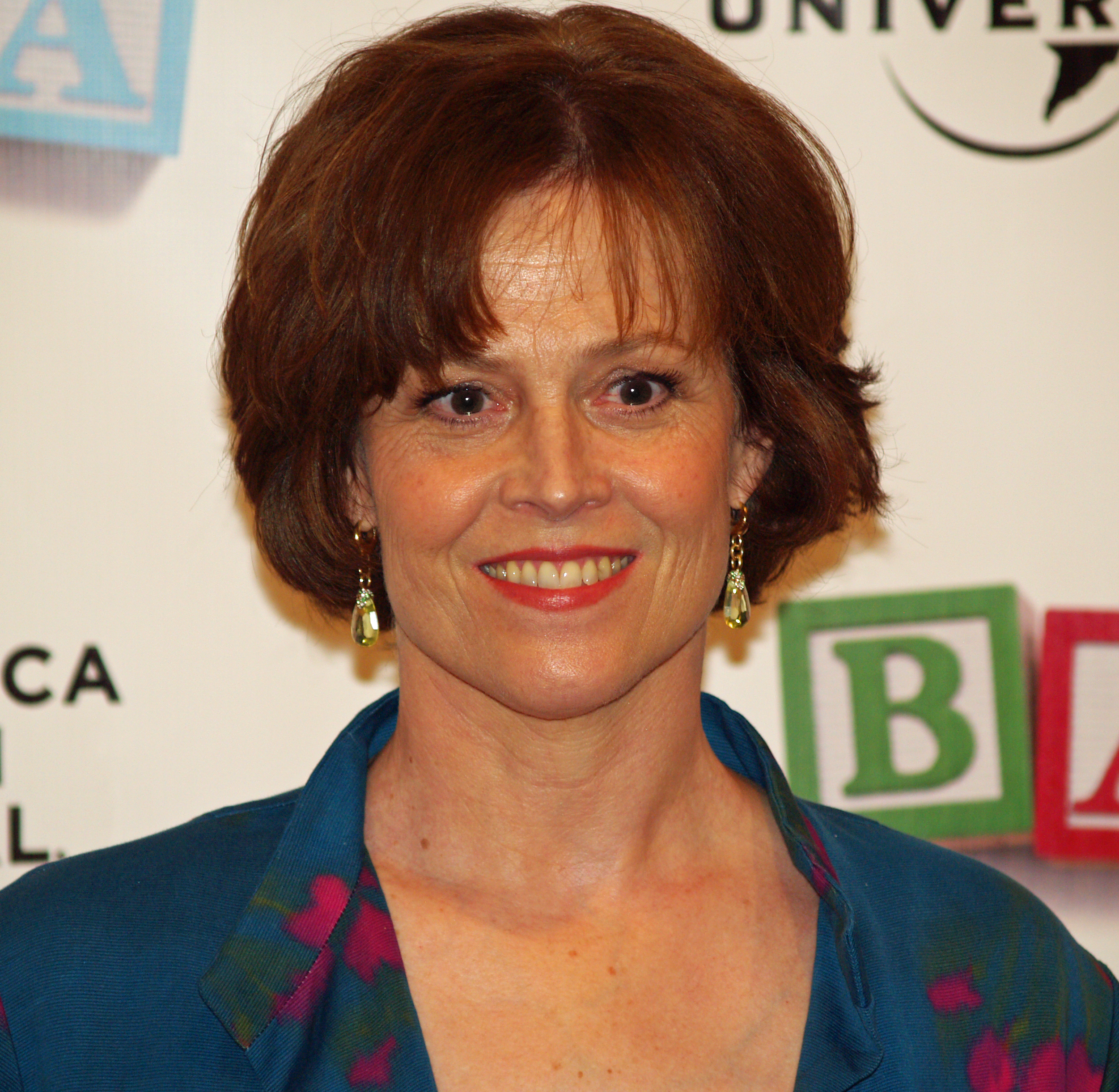
Sigourney Weaver (2008).

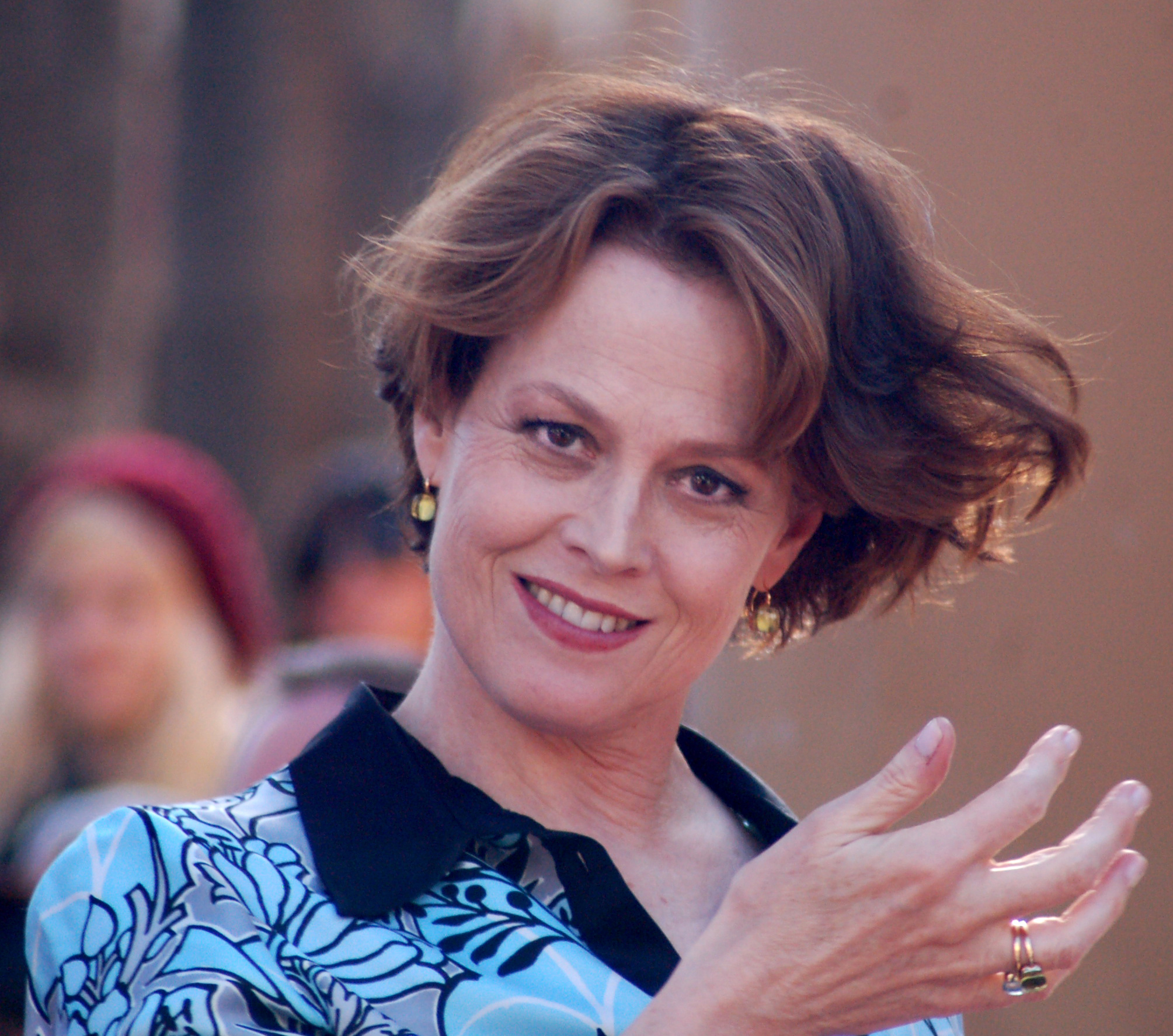
Sigourney Weaver (2009)

### Dècada del 1970
- 1977: Annie Hall, de Woody Allen
- 1977: Tribute to a Mad Man, de D. Cohen
- 1979: Alien de Ridley Scott

### Dècada del 1980
- 1981: Testimoni presencial (Eyewitness) de Peter Yates
- 1982: The Year of Living Dangerously de Peter Weir
- 1983: Deal of the Century, de William Friedkin
- 1984: Els caçafantasmes d'Ivan Reitman
- 1985: Une femme ou deux, de Daniel Vigne
- 1986: El carrer de la mitja lluna (Half Moon Street) de Bob Swaim
- 1986: Aliens de James Cameron
- 1988: Working Girl, de Mike Nichols
- 1988: Goril·les en la boira de Michael Apted
- 1989: Caçafantasmes 2 (Ghostbusters II) d'Ivan Reitman
- 1989: Frames from the Edge, d'Adrian Maben

### Dècada del 1990
- 1992: Alien 3, de David Fincher
- 1992: 1492: Conquest of Paradise de Ridley Scott
- 1993: Dave, president per un dia (Dave): Ellen Mitchell
- 1994: La mort i la donzella (Death and the Maiden) de Roman Polanski
- 1995: Jeffrey, de Christopher Ashley
- 1995: Copycat, de Jon Amiel
- 1997: Snow-White, A Tale of Terror de Michael Cohn
- 1997: Alien the Resurrection de Jean-Pierre Jeunet
- 1997: La tempesta de gel (The Ice Storm) d'Ang Lee
- 1999: Un mapa del món (A Map of the World) de Scott Elliott
- 1999: Galaxy Quest, de Dean Parisot
- 1999: Get Bruce, d'Andrew J. Kuehn

### Dècada del 2000
- 2000: Embolic a l'Havana (Company Man), de Douglas McGrath i Peter Askin
- 2000: Heartbreakers de David Mirkin
- 2000: Big Bad Love, d'Arliss Howard (veu)
- 2002: Tadpole de Gary Winick
- 2002: The Guys, de Jim Simpson
- 2003: Holes d'Andrew Davis
- 2004: Herois imaginaris (Imaginary Heroes), de Dan Harris
- 2004: The Village de M. Night Shyamalan
- 2004: CNN Presents (documental) (episodi The Two Marys: The Madonna and the Magdalene)
- 2005: Snow cake, de Marc Evans
- 2005: Happily N'Ever After, de Paul J. Bolger (veu)
- 2006: The TV Set, de Jake Kasdan
- 2006: Història d'un crim (Infamous), de Douglas McGrath
- 2007: Happily N'Ever After (veu), de Paul J. Bolger
- 2008: Baby Mama
- 2008: El valent Despereaux (veu en anglès), de Mike Johnson
- 2009: Avatar

### Dècada del 2010
- 2010: Crazy on the Outside
- 2010: You Again
- 2011: Paul
- 2011: Cedar Rapids
- 2011: Vamps
- 2011: Rampart
- 2012: Llums vermells
- 2014: Exodus: Gods and Kings
- 2015: Chappie
- 2016: Finding Dory
- 2016: Caçafantasmes (Ghostbusters)
- 2016: Un monstre em ve a veure
- 2016: Tomboy, a Revenger's Tale

### Dècada del 2020
- 2020: Somnis d'una escriptora a Nova York

## Premis i nominacions

### Premis
- 1980: Premi Saturn a la millor actriu per Alien
- 1984: Premi Saturn a la millor actriu per Aliens
- 1989: Globus d'Or a la millor actriu dramàtica per Goril·les en la boira
- 1989: Globus d'Or a la millor actriu secundària per Working Girl
- 1998: BAFTA a la millor actriu secundària per La tempesta de gel

### Nominacions
- 1980: Premi Saturn a la millor actriu per Alien
- 1987: Oscar a la millor actriu per Aliens
- 1987: Globus d'Or a la millor actriu dramàtica per Aliens
- 1989: Oscar a la millor actriu per Goril·les en la boira
- 1989: Oscar a la millor actriu secundària per Working Girl
- 1990: BAFTA a la millor actriu secundària per Working Girl
- 1994: Premi Saturn a la millor actriu per Alien 3
- 1998: Globus d'Or a la millor actriu secundària per La tempesta de gel
- 1998: Primetime Emmy a la millor actriu en minisèrie o telefilm per Snow White: A Tale of Terror
- 1998: Premi Saturn a la millor actriu per Alien, The Resurrection
- 2000: Globus d'Or a la millor actriu dramàtica per Un mapa del món
- 2000: Premi Saturn a la millor actriu per Galaxy Quest
- 2009: Primetime Emmy a la millor actriu en minisèrie o telefilm per Prayers for Bobby
- 2010: Globus d'Or a la millor actriu en minisèrie o telefilm per Prayers for Bobby
- 2013: Globus d'Or a la millor actriu en minisèrie o telefilm per Political Animals
- 2013: Primetime Emmy a la millor actriu en minisèrie o telefilm per Political Animals